# Сан-Каллисто (титулярная церковь)
Титулярная церковь Сан-Каллисто (лат. Titulus Sancti Calixti) — титулярная церковь, которая возможно была создана Папой Каликстом III в 1456 году, согласно Кристофори. Но, скорее всего, была создана или утверждена Папой Львом X 6 июля 1517 года, когда, на консистории от 1 июля, значительно увеличилось число кардиналов. Титул принадлежит церкви Сан-Каллисто (ит.), расположенной в римском районе Трастевере, на одноименной площади.
С 1924 года по 2003 год, этот титул носили действующие или бывшие архиепископы Неаполя.

## Список кардиналов-священников титулярной церкви Сан-Каллисто
- Франческо Армеллини Панталасси Медичи — (6 июля 1517 — 22 ноября 1523, назначен кардиналом-священником Санта-Мария-ин-Трастевере);
  - вакансия (1523—1531);
- Альфонсо Манрике де Лара — (17 апреля 1531 — 12 июля 1532, назначен кардиналом-священником Санти-XII-Апостоли);
  - вакансия (1532—1537);
- Якопо Садолето — (15 января 1537 — 11 мая 1545, назначен кардиналом-священником Санта-Бальбина);
  - вакансия (1545—1552);
- Себастьяно Антонио Пигини — (27 июня 1552 — 23 ноября 1553, до смерти);
- Пьетро Тальявиа д’Арагонья — (17 июля 1555 — 5 августа 1558, до смерти);
- Людовико Мадруццо — титулярная диакония pro illa vice (3 июня 1561 — 4 мая 1562, назначен кардиналом-священником Сант-Онофрио);
- Инноченцо Чокки дель Монте — (4 мая 1562 — 17 ноября 1564, назначен кардиналом-дьяконом Санта-Мария-ин-Портико-Октавиа);
- Анджело Николини — (15 мая 1565 — 15 августа 1567, до смерти);
- Джанпаоло делла Кьеза — (5 апреля 1568 — 10 мая 1570, титулярная диакония pro illa vice 10 — 14 мая 1570);
- Маркантонио Маффеи — (9 июня 1570 — 22 августа 1583, до смерти);
  - вакансия (1583—1608);
- Ланфранко Марготти — (10 декабря 1608 — 11 января 1610, назначен кардиналом-священником Сан-Пьетро-ин-Винколи);
- Франсуа де Ларошфуко — (1 февраля 1610 — 14 февраля 1645, до смерти);
- Тиберио Ченчи — (24 апреля 1645 — 26 февраля 1653, до смерти);
- Просперо Каффарелли — (23 марта 1654 — 1 августа 1659, до смерти);
- Винченцо Костагути — (19 июля — 6 декабря 1660, до смерти);
- Пьетро Видони — (4 июля 1661 — 13 марта 1673, назначен кардиналом-священником Сан-Панкрацио);
- Фабрицио Спада — (23 марта 1676 — 23 мая 1689, назначен кардиналом-священником Сан-Кризогоно);
- Никколо Аччайоли — (28 ноября 1689 — 28 сентября 1693, назначен кардиналом-епископом Фраскати);
- Туссен де Форбен-Жансон — (28 сентября 1693 — 24 марта 1713, до смерти);
- Джанантонио Давиа — (30 августа 1713 — 19 ноября 1725, назначен кардиналом-священником Сан-Пьетро-ин-Винколи);
- Просперо Марефоски — (19 ноября 1725 — 20 сентября 1728, назначен кардиналом-священником Сан-Сильвестро-ин-Капите);
- Леандро ди Порца, O.S.B. — (20 сентября 1728 — 2 июня 1740, до смерти);
- Анри-Осваль де Латур д’Овернь де Буйон — (16 сентября 1740 — 23 апреля 1747, до смерти);
- Сильвио Валенти Гонзага — (15 мая 1747 — 9 апреля 1753, назначен кардиналом-епископом Сабины);
- Фортунато Тамбурини, O.S.B. — (9 апреля 1753 — 9 августа 1761, до смерти);
  - вакансия (1761—1767);
- Урбано Параччани — (15 июня 1767 — 2 февраля 1777, до смерти);
- Томмазо Мария Гилини — (20 июля 1778 — 17 февраля 1783, назначен кардиналом-священником Санта-Мария-сопра-Минерва);
- Барнаба (Грегорио) Кьярамонти, O.S.B. — (27 июня 1785 — 14 марта 1800, избран Папой Пием VII);
- Карло Джузеппе Филиппа делла Мартиниана — (2 апреля 1800 — 7 декабря 1802, до смерти);
- Антонио Деспуг-и-Дамето — (26 сентября 1803 — 2 мая 1813, до смерти);
  - вакантно (1813—1816);
- Доменико Спинуччи — (29 апреля 1816 — 21 декабря 1823, до смерти);
  - вакансия (1823—1826);
- Бартоломео Альберто Капеллари, O.S.B. Cam. — (3 июля 1826 — 2 февраля 1831, избран Папой Григорием XVI);
- Луиджи Ламбрускини — (24 февраля 1832 — 24 января 1842, назначен кардиналом-епископом Сабины);
- Луиджи Ванничелли Казони — (27 января 1842 — 4 октября 1847, назначен кардиналом-священником Санта-Прасседе);
  - вакансия (1847—1852);
- Тома-Мари-Жозеф Гуссе — (10 апреля 1852 — 22 декабря 1866, до смерти);
- Жан-Батист-Франсуа Питра — (22 февраля 1867 — 12 мая 1879, назначен кардиналом-епископом Фраскати);
- Густав Адольф фон Гогенлоэ-Шиллингсфюрст — (10 ноября 1884 — 2 декабря 1895, назначен кардиналом-священником Сан-Лоренцо-ин-Лучина);
- Исидоро Верга — (22 июня — 30 ноября 1896, назначен кардиналом-епископом Альбано);
- Агостино Часка, O.S.A. — (22 июня 1899 — 6 февраля 1902, до смерти);
- Карло Ночелла — (25 июня 1903 — 22 июля 1908, до смерти);
- Антонио Вико — (2 декабря 1912 — 6 декабря 1915, назначен кардиналом-епископом Порто и Санта-Руфины);
- Алессио Аскалези — (7 декабря 1916 — 11 мая 1952, до смерти);
- Марчелло Мимми — (15 января 1953 — 9 июня 1958, назначен кардиналом-епископом Сабины и Поджо Миртето);
- Альфонсо Кастальдо — (18 декабря 1958 — 3 марта 1966, до смерти);
- Коррадо Урси — (29 июня 1967 — 29 августа 2003, до смерти);
  - вакансия (2003—2012);
- Виллем Якоб Эйк — (18 февраля 2012 — по настоящее время).